# Hydrochlorotiazyd

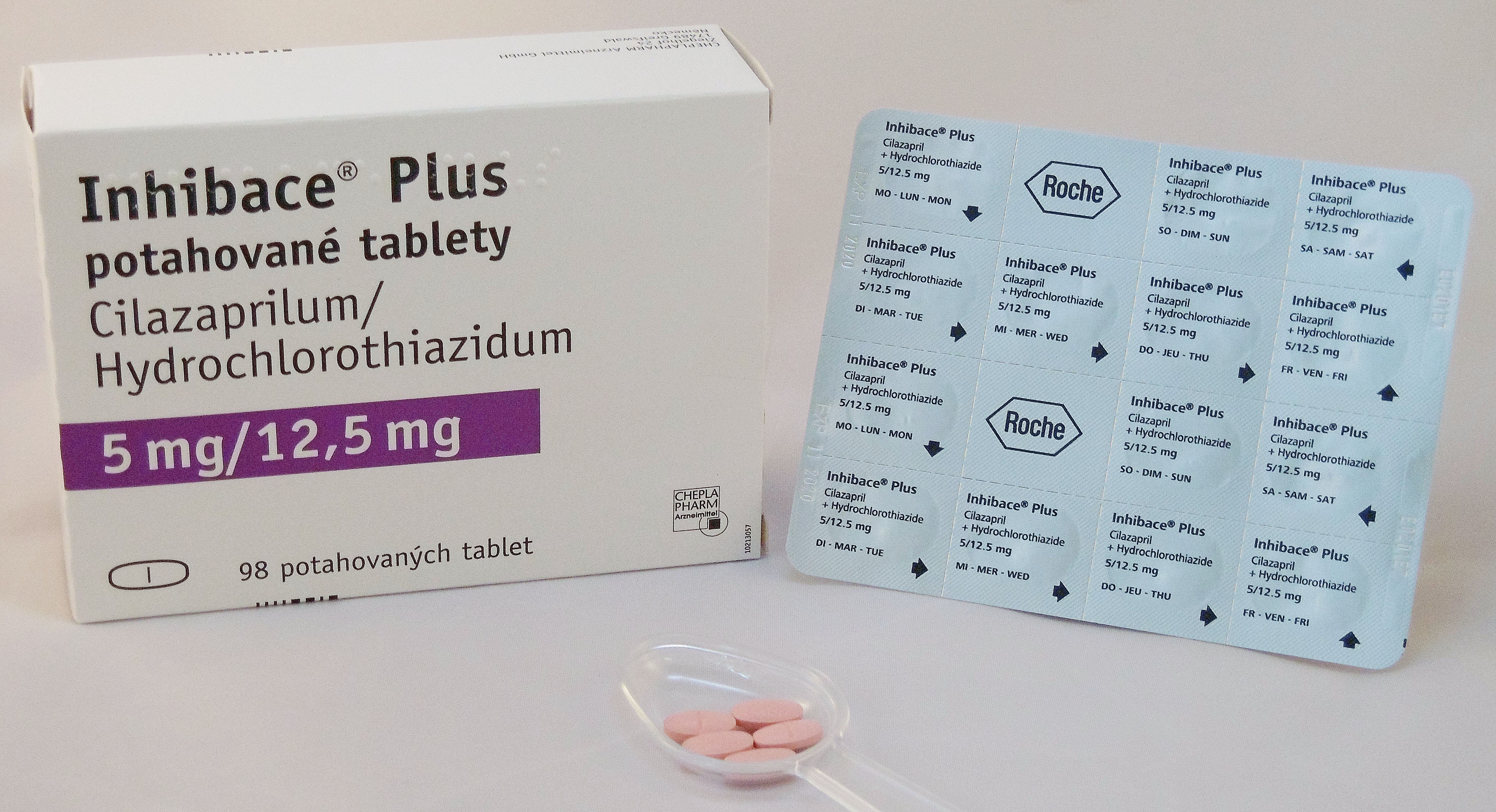
Preparat złożony zawierający cilazapryl i hydrochlorotiazyd

Hydrochlorotiazyd (łac. hydrochlorothiazidum) – organiczny związek chemiczny z grupy tiazydów, lek stosowany w leczeniu nadciśnienia tętniczego.

## Budowa i działanie
Lek o budowie sulfonamidowej, o maksymalnej efektywności 15%. Jak inne tiazydy, działa w końcowym korowym odcinku części wstępującej pętli Henlego oraz w początkowej części kanalika dalszego.
Następstwem jego działania jest zwiększone wydalanie sodu, potasu i magnezu oraz zatrzymanie wapnia.

## Farmakokinetyka
Dobrze wchłaniany z przewodu pokarmowego. Działanie moczopędne występuje po 2 godzinach i utrzymuje się przez 6 do 12 godzin.
Długotrwałe stosowanie może prowadzić do spadku skuteczności, po nagłym odstawieniu może nastąpić podwyższenie ciśnienia tętniczego.

## Wskazania
Wskazaniami do stosowania leku mogą być: niewydolność serca, obrzęki, nadciśnienie samoistne, hipokalcemia, hiperkalciuria, moczówka prosta.

## Interakcje
Podczas jednoczesnego stosowania hydrochlorotiazydu i metyldopy może nastąpić hemoliza.

## Działania niepożądane
Stosunkowo często mogą występować działania niepożądane typu hipokaliemia, hipowolemia i hiponatremia wynikające z samego mechanizmu działania leku. Zdarzają się również reakcje nadwrażliwości. Inne działania niepożądane (uczucie zmęczenia, zaburzenia snu) zdarzają się rzadko.
W latach 2017–2018 opublikowano wyniki badań wskazujących na kilkukrotny wzrost ryzyka wystąpienia dość rzadkich nowotworów skóry (raka podstawnokomórkowego i raka kolczystokomórkowego) u osób przyjmujących hydrochlorotiazyd. Spowodowane jest to działaniem fotouczulającym tego związku, w związku z czym zaleca się, aby osoby go przyjmujące ograniczały ekspozycję na słońce.

## Przeciwwskazania
Nadwrażliwość na hydrochlorotiazyd i inne sulfonamidy, niewydolność nerek, ciężkie zaburzenia czynności wątroby. Dna, hiperkalcemia, hiponatremia, ciąża, laktacja. U dzieci do 2 rż. stosowany tylko w wyjątkowych przypadkach.